# Xanthophyllum amoenum
Xanthophyllum amoenum är en jungfrulinsväxtart som beskrevs av Chod.. Xanthophyllum amoenum ingår i släktet Xanthophyllum och familjen jungfrulinsväxter. Inga underarter finns listade i Catalogue of Life.